# Ryo Tadokoro
Ryo Tadokoro (født 8. april 1986) er en japansk fodboldspiller, som spiller for den japanske fodboldklub Yokohama FC.